# Porlezza

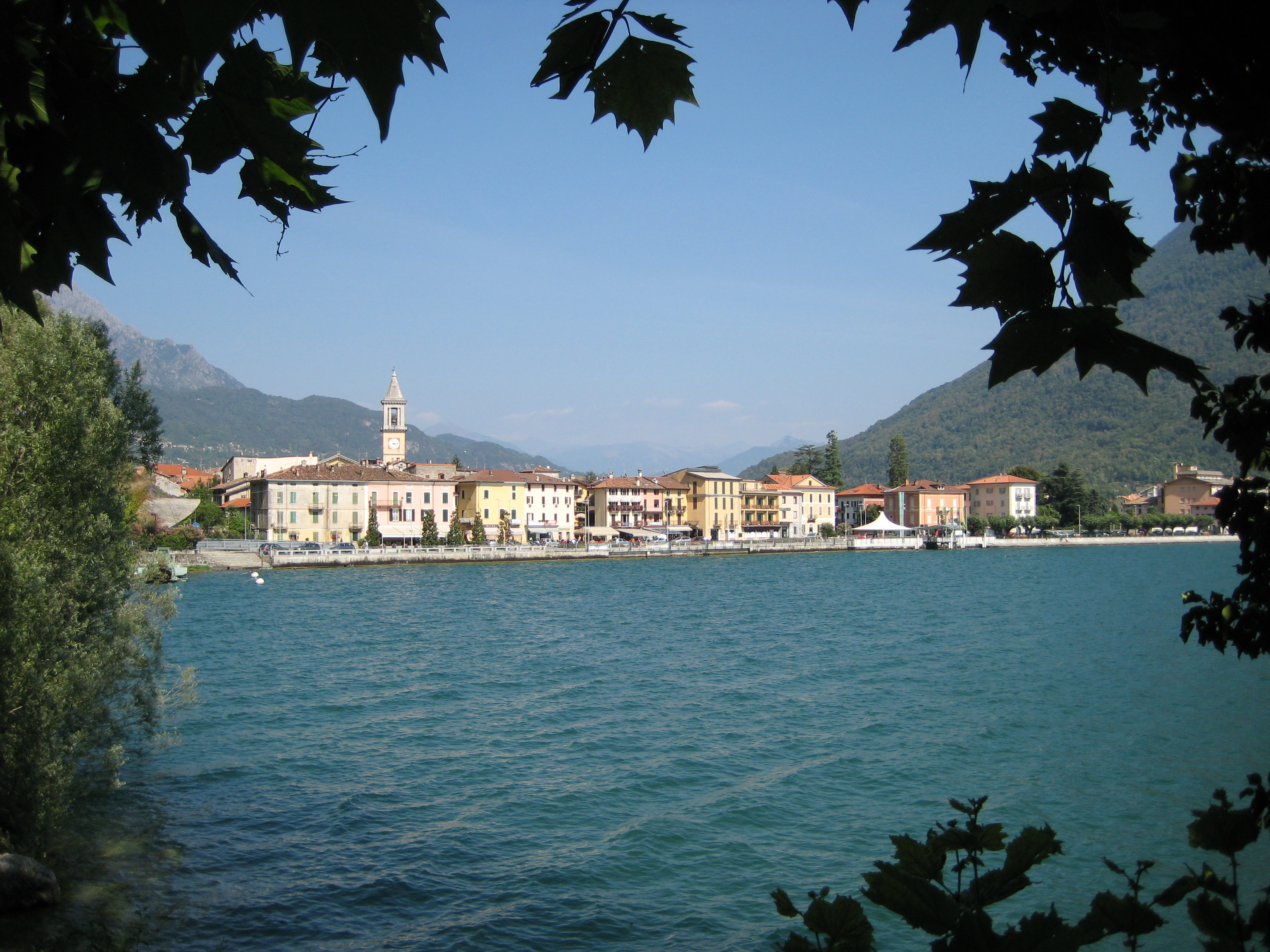
Porlezza

Porlezza ist eine am Ostufer des Luganersees in Norditalien gelegene Gemeinde mit 4888 Einwohnern (Stand 31. Dezember 2023). Die Gemeinde gehört zur Provinz Como in der Lombardei.

## Geographie
Zur Gemeinde Porlezza bedeckt eine Fläche von 18,64 km² und befasst die Ortsteile: Agria, Begna, Cima und Tavordo. Die Nachbargemeinden sind: Bene Lario, Carlazzo, Claino con Osteno, Corrido (Lombardei), Tremezzina, Ponna, Val Rezzo und Valsolda.
Wenige Kilometer vom Ort entfernt, in Richtung Menaggio, liegt der Lago di Piano, ein Naturschutzgebiet und EU-Gebiet von gemeinschaftlicher Bedeutung. In Richtung Val d’Intelvi befinden sich die Grotten von Rescia, die reich an eindrucksvollen Stalaktiten und Stalagmiten sind und die Osteno-Schlucht (eine tiefe Schlucht, die von einem Bach gegraben wurde).

## Geschichte
Im 10. Jahrhundert kam Porlezza, bis dahin ein Lehen der Markgrafen Corradidi aus Lecco, Attonidi, unter die Kontrolle des Erzbischofs von Mailand. Während des zehnjährigen Krieges zwischen Mailand und Como (1117–1127) war Porlezza eine mailändische Hochburg und blieb nach der Niederlage von Como Teil der Grafschaft Mailand.
1470 wurden Porlezza und seine Pfarrei durch eine Konzession von Galeazzo Maria Sforza an Ambrogino Longagnana belehnt. Nachdem es 1486 an Ugo Sanseverino übergegangen war, gelangte das Lehen zunächst in die Hände von Paolo Camillo Trivulzio und 1552 in die der Familie D’Este, die ihre Lehnsrechte bis 1752 ausübte, als der letzte männliche Erbe starb und das Lehen wieder in den Besitz des Staates des Herzogtums Mailand überging.

## Bevölkerung
| Bevölkerungsentwicklung | Bevölkerungsentwicklung | Bevölkerungsentwicklung | Bevölkerungsentwicklung | Bevölkerungsentwicklung | Bevölkerungsentwicklung | Bevölkerungsentwicklung | Bevölkerungsentwicklung | Bevölkerungsentwicklung | Bevölkerungsentwicklung | Bevölkerungsentwicklung | Bevölkerungsentwicklung | Bevölkerungsentwicklung | Bevölkerungsentwicklung | Bevölkerungsentwicklung | Bevölkerungsentwicklung |
| ----------------------- | ----------------------- | ----------------------- | ----------------------- | ----------------------- | ----------------------- | ----------------------- | ----------------------- | ----------------------- | ----------------------- | ----------------------- | ----------------------- | ----------------------- | ----------------------- | ----------------------- | ----------------------- |
| Jahr                    | 1771                    | 1799                    | 1805                    | 1809                    | 1853                    | 1871                    | 1881                    | 1901                    | 1921                    | 1951                    | 1971                    | 1991                    | 2011                    | 2020                    |                         |
| Einwohner               | 748                     | 677                     | 1044                    | *957                    | 1222                    | 2095                    | 2122                    | 2000                    | 2269                    | 2272                    | 3041                    | 3928                    | 4661                    | 4766                    |                         |

- Fusion mit Tavordo im 1809.

## Verkehr
Die Gemeinde liegt an der Straße von Lugano nach Menaggio (Comer See). Der Teil entlang des Luganersees wurde durch Tunnels teilweise ausgebaut. Der geplante Tunnel zwischen der Schweizer Grenze und Porlezza (7 km der Statale Regina 340) hätte im Februar 2011 eröffnet werden sollen. Die Eröffnung des seit 25 Jahren im Bau befindlichen Tunnels wurde jedoch zunächst bis September 2011 verschoben. Der Tunnel wurde Anfang Oktober 2012 für den Verkehr freigegeben. Daneben bestehen Schiffsverbindungen über den Luganersee nach Lugano und den Ortschaften entlang des Sees.
Zwischen 1884 und 1939 verkehrte die Eisenbahn Menaggio-Porlezza zwischen Menaggio am Comer See und dem Ort.

## Sehenswürdigkeiten
- Propsteikirche San Vittore: im Presbyterium befinden sich Fresken von Giulio Quaglio aus Laino mit Episoden aus dem Leben des Heiligen und ein Barockaltar, Stuckarbeiten aus dem 18. Jahrhundert, Möbel, Gemälde und Holzskulpturen. Der Glockenturm hat ein Konzert von fünf Glocken, gegossen 1938 von der Gießerei Carlo Ottolina aus Seregno. Daneben stehet das  Oratorium San Giovanni Battista mit Fresken (14. Jahrhundert)[2]
- Kirche Beata Vergine dei Miracoli (1686)[3]
- Kirche Santa Marta[4]
- Kirche Beata Vergine Assunta (1581)[5]
- Oratorium San Rocco[6]
- Romanische Kirche San Maurizio. Im 14. Jahrhundert von einem Erdrutsch verschüttet, wurde sie 1966 freigelegt, bis 1976 restauriert und 1982 vom Mailänder Erzbischof Carlo Maria Martini den Opfern des Berges geweiht.[7]
- Oratorium San Carlo im Fraktion Lugino di Tavordo (1556)[8]
- Oratorium San Giuseppe in der Fraktion Begna (1643)[9]
- Il Conventino (Klösterlein)[10]

## Bilder

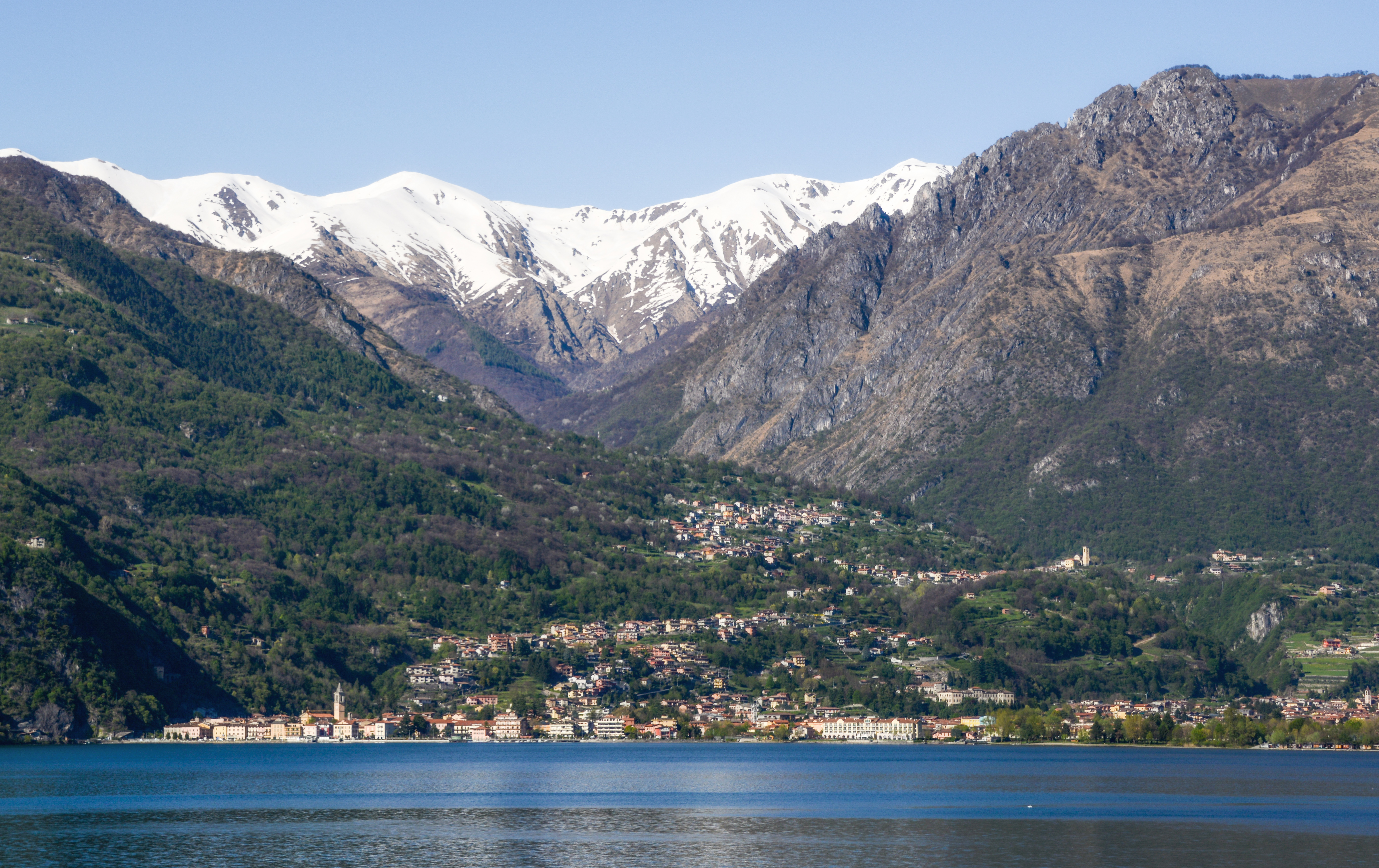
Porlezza, im Hintergrund der Pizzo di Gino
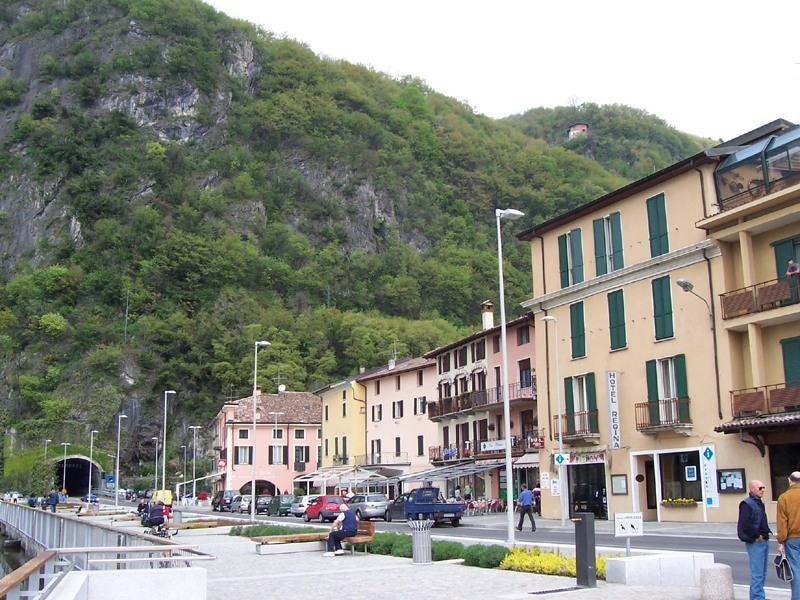
Seeufer
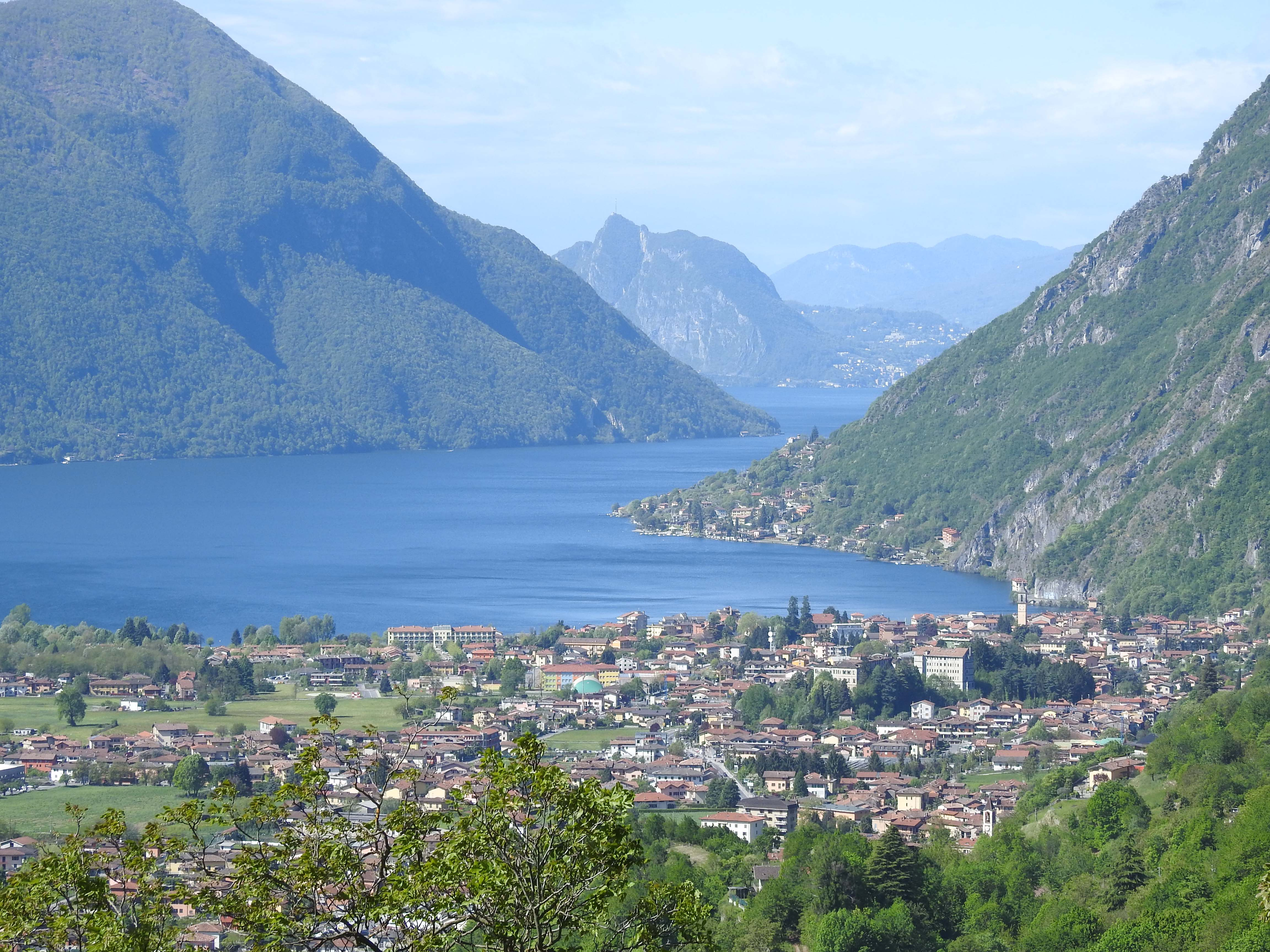
Porlezza von Osten
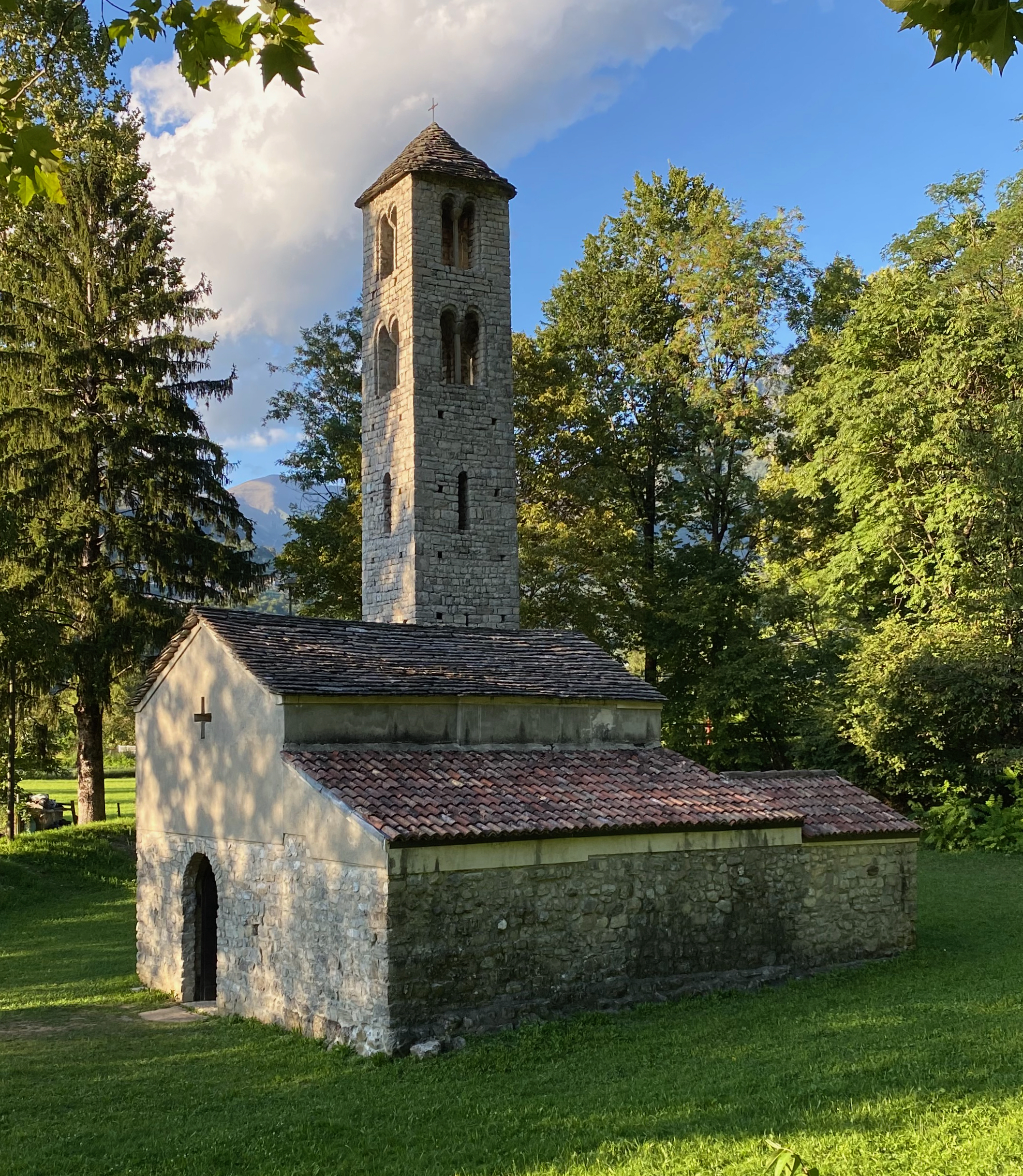
San Maurizio
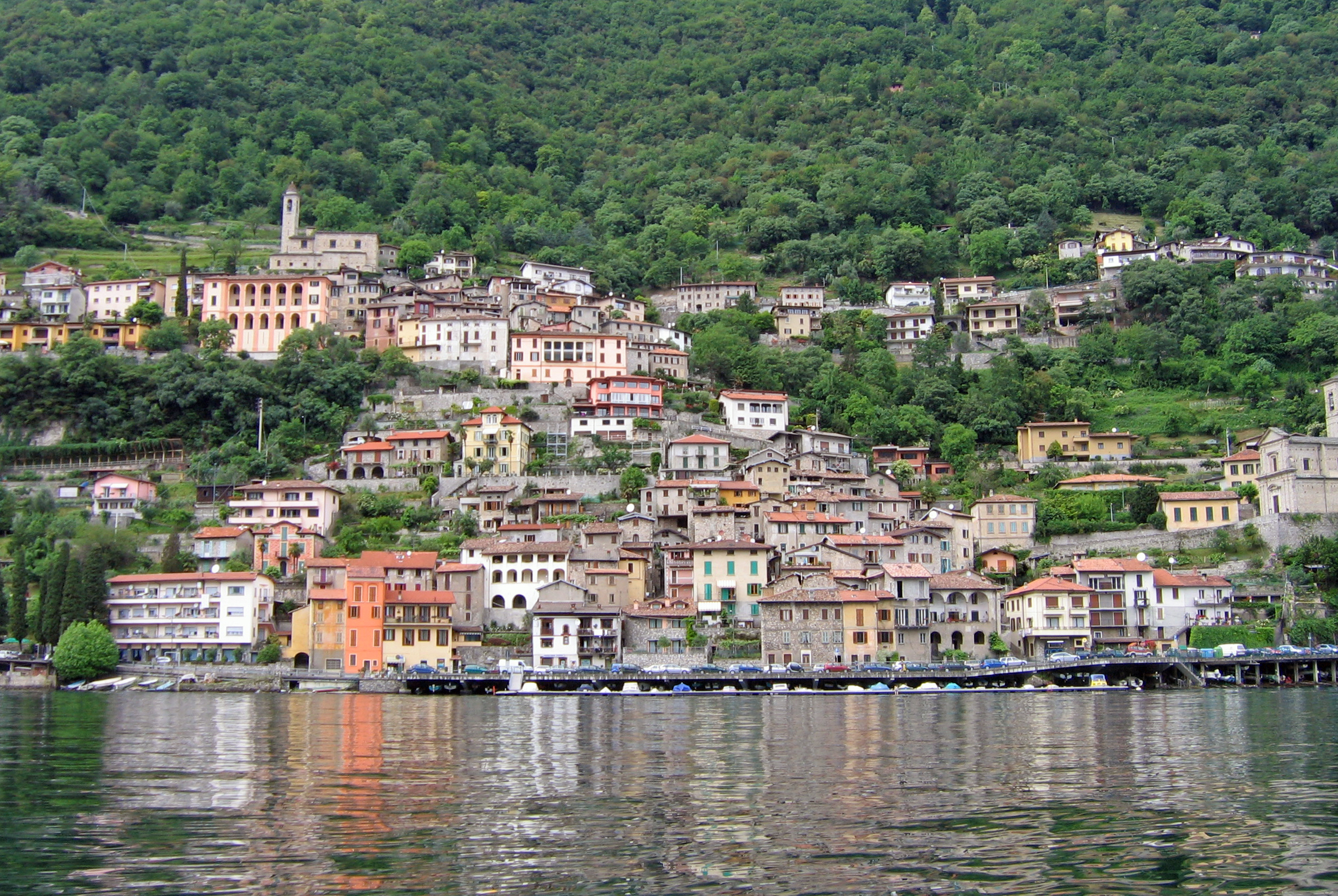
Fraktion Cima
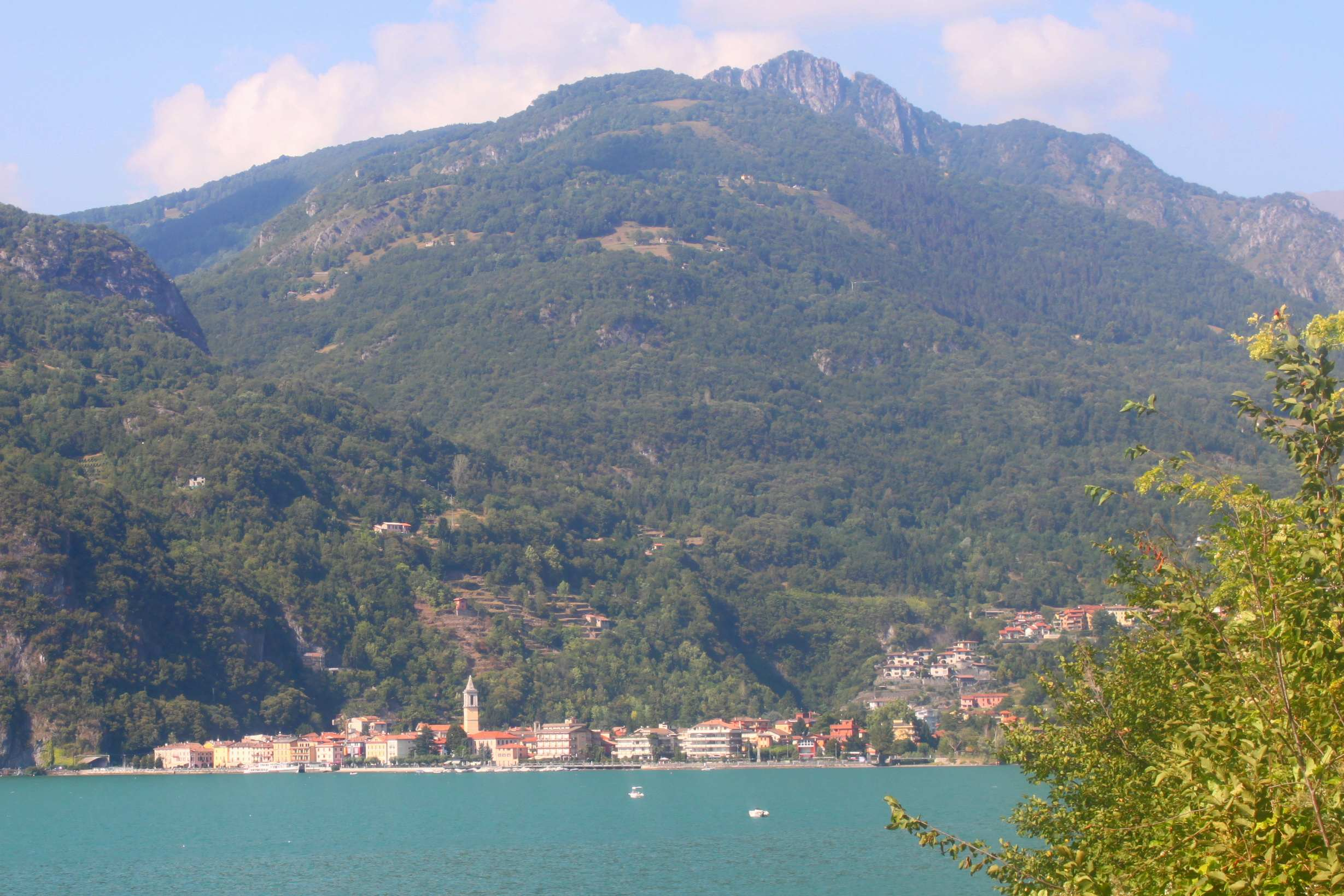
Porlezza mit Monte Grona im Hintergrund
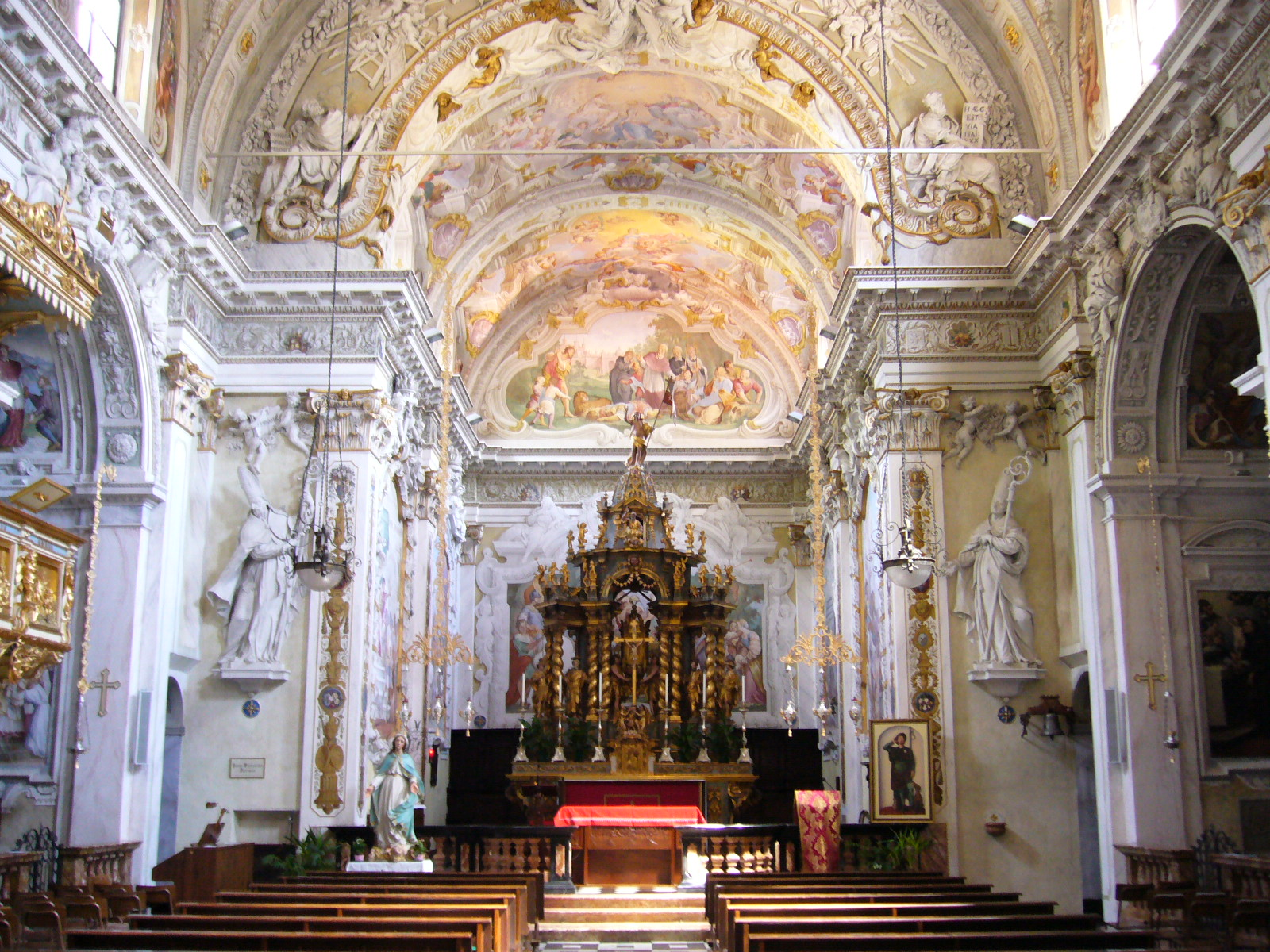
Innenraum der Kirche San Vittore